# 에런 밀러
에런 마이클 밀러(영어: Aaron Michael Miller, 1971년 8월 11일~)는 미국의 은퇴한 아이스하키 선수로 현역 시절 포지션은 수비수이다. 프로 선수가 되기 전에는 버몬트 대학교에서 경영학을 전공했고 동시에 대학 아이스하키 선수로 활약했다. 내셔널 하키 리그(NHL)의 퀘벡 노르딕스, 콜로라도 애벌랜치, 로스앤젤레스 킹스, 밴쿠버 커넉스에서 뛰었으며, 14년 동안 NHL 통산 677경기 출전, 119득점을 기록했다.
국제 대회에서는 미국 국가대표팀 일원으로 활약하여 2002년 동계 올림픽에서 은메달을 획득했다. 이후 2004년 세계 아이스하키 선수권 대회에서 동메달을 획득했다.